# Bebinca

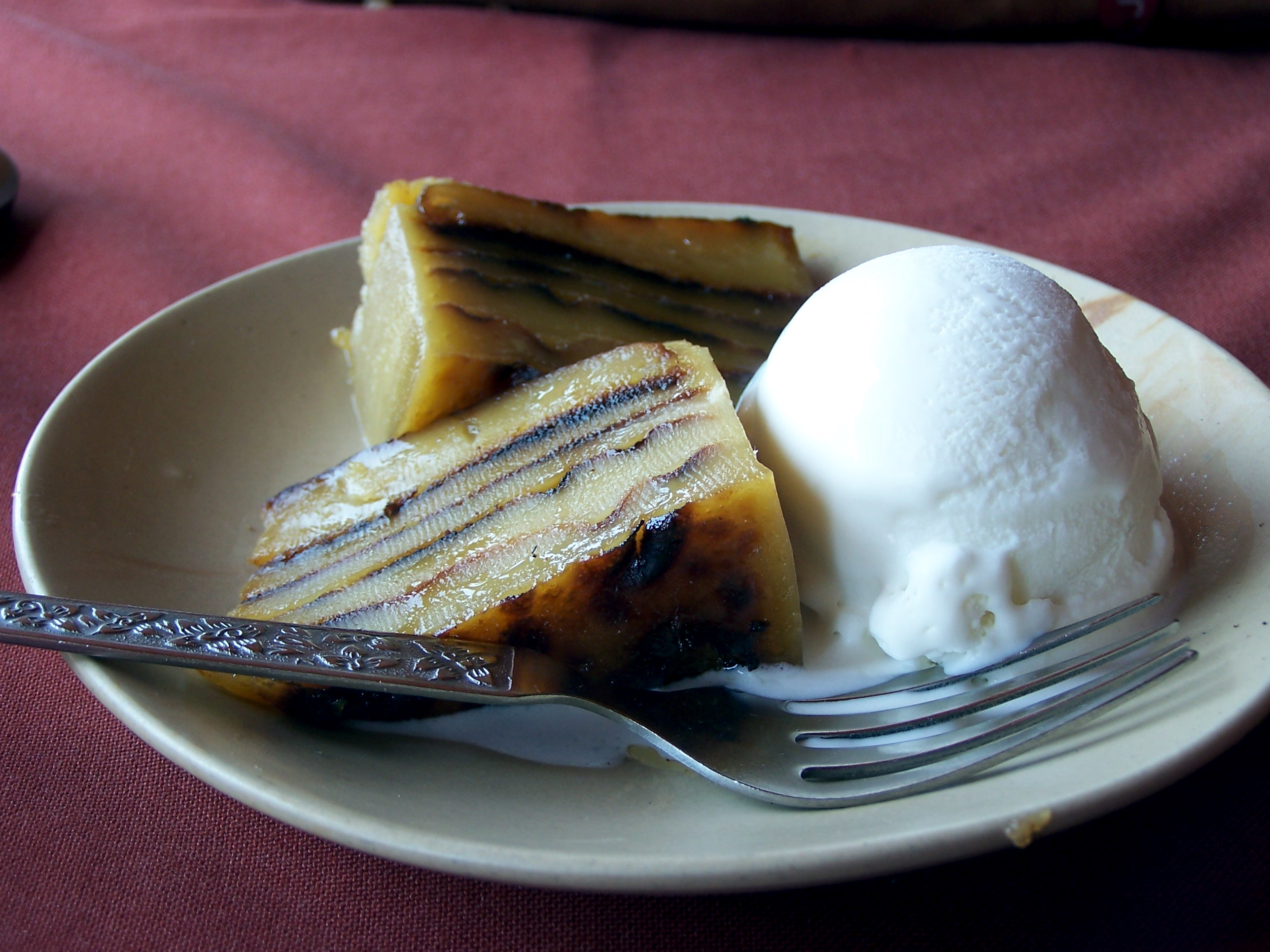
Una porción de bebinca con helado.

El bebinca (también conocida como bibik) es un tipo de pudín, considerado postre tradicional en el estado indio de Goa y también muy común en Portugal y Mozambique.
Los ingredientes incluyen harina, azúcar, ghi y leche de coco. El postre se cuece en un horno de arcilla, con una capa de carbones calientes encima. Tiene que cocerse en capas y tradicionalmente tiene 16.
Este postre también es popular en Filipinas, donde lo conocen como bibingka. En el método filipino de preparación, se usa harina de arroz (el proceso de cocción es similar al del bebinca). Antes de servirse se unta con mantequilla o margarina y se espolvorea con azúcar. Típicamente se sirve con coco rallado

## Tipos debebinca

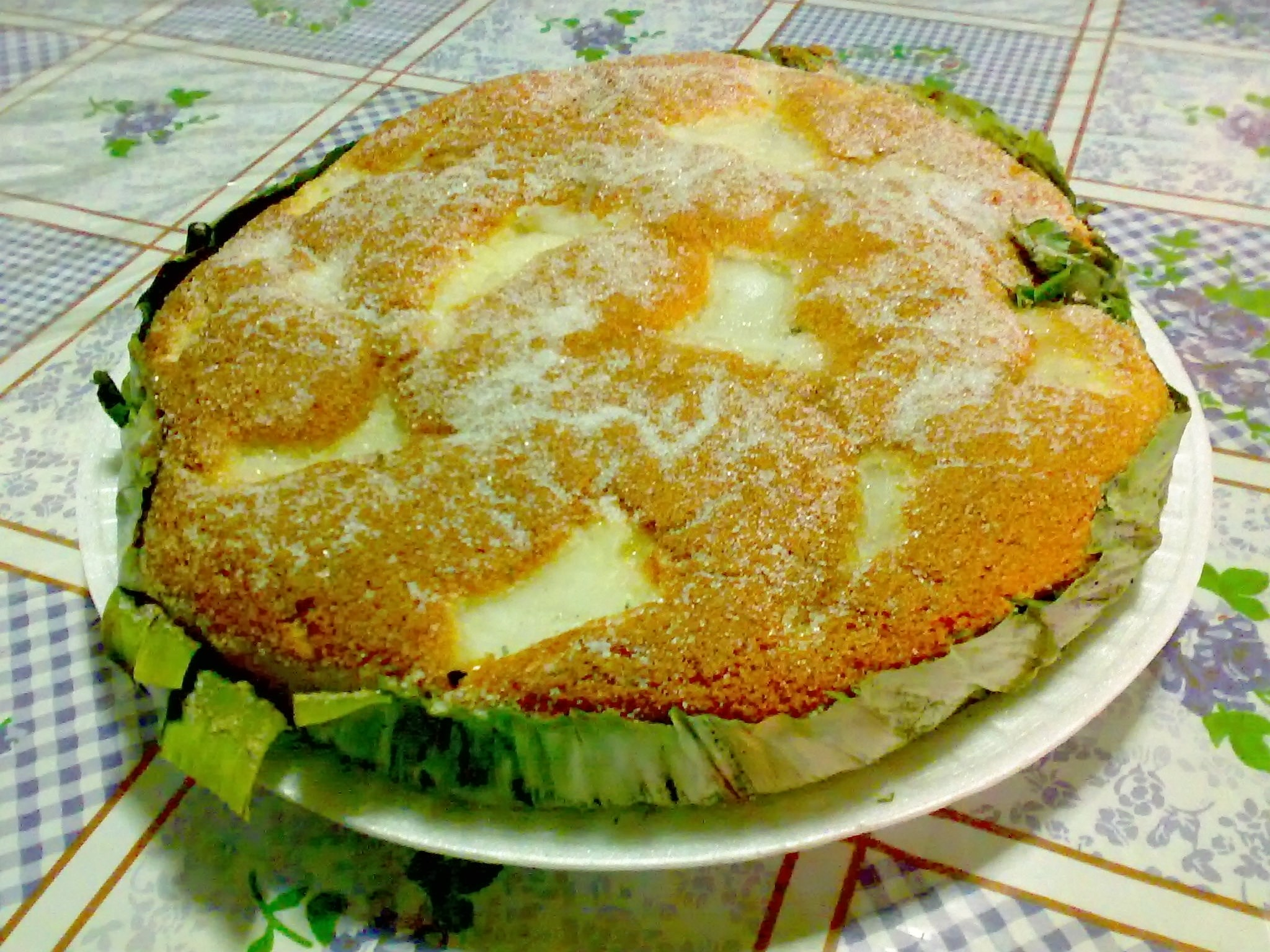
Un bebinca grande de Filipinas.

- Bibingka Galapong hecho con harina de arroz.
- Cassava Bibingka hecho con casava.

## Curiosidades
- El nombre «Bebinca» fue adoptado por el International Weather System como nombre de un tifón.[1]
- El 9 de octubre de 2007 en la ciudad de Dingras, Ilocos Norte en las Filipinas, se fabricó un bebinca de 1 km de largo, realizado con 1000 kg de casava, para entrar al libro Guinness de récords mundiales.